# Одоєвський Володимир Федорович
Князь Володи́мир Фе́дорович Одо́євський (25 серпня 1803 , Москва  — 27 лютого (11 березня) 1869 або 11 березня 1869 , Москва ) — російський письменник і мислитель епохи романтизму, один з основоположників російського музикознавства. У 1823-1825 роках голова юнацького товариства любомудрів. Видавець ряду журналів і альманахів. З 1846 року - директор Румянцевського музею. В середині 1840-х років перейшов від літературної до громадської діяльності, набув популярності як філантроп. Камергер (1836), гофмейстер (1858), сенатор (1861).
Як письменник і мислитель, князь Одоєвський довгий час перебував під впливом Гофмана і Ф. В. Шеллінга. Захоплювався окультними вченнями, за що отримав прізвисько «російського Фауста». Відомий як майстер фантастичної романтичної повісті, одним з перших в Росії експериментував з жанром утопії (4338-й рік), продовжував традиції просвітницької сатири.

## Походження
Останній представник князівського роду Одоєвських — однієї з старших гілок Рюриковичів. Його батько Федір Сергійович (рідний брат І. С. Одоєвського) був онуком князя Івана Васильовича, президента Вотчинної колегії в правління Єлизавети Петрівни. Від однієї з дочок Івана Васильовича походить Лев Толстой. Згідно з поширеною версією мати, Катерина Олексіївна Філіппова, походила з кріпаків. Проте в дійсності вона була дочкою прапорщика. Її мати, Авдотья Петрівна Філіппова мала будинок на Пречистенці, кілька слуг і спадщину. Катерина Олексіївна володіла французькою мовою і вміла грати на фортепіано. Однак через незнатне походження вона не змогла набути підтримки серед знатних родичів чоловіка.
Батько Володимира помер, коли йому було чотири роки. Залишившись сиротою в ранньому віці, Володимир виховувався в будинку опікуна, двоюрідного дядька по батьківській лінії, генерала Дмитра Андрійовича Закревського. Жив у Москві на непарній стороні Малого Козловського провулку, де його батькові належали практично всі будівлі.
Після смерті чоловіка мати Володимира одружувалася двічі, вдруге — з поручником Павлом Сєченовим, який погано до неї ставився. Якийсь час до другого шлюбу вона з сином жила в маєтку його діда, Сергія Івановича Одоєвського, але, коли він незабаром помер, маєток виявилося під опікою знайомої його бабусі по материнській лінії, генеральші Горпини Глазової, яка обклала Володимира боргами. Після виходу з пансіону Володимир віддав борги Глазовій і оселився в маєтку діда під Костромою, майже розорений.
За свідченнями сучасників, Одоєвський не надавав значення своєму князівському титулу і походженню від правителів удільних часів, чим дивував аристократів, які заздрили давності його роду.

## Життєпис

### Перший московський період
Життя і творчість Одоєвського ділиться на три періоди, межі між якими більш-менш збігаються з його переїздами з Москви в Санкт-Петербург і назад.

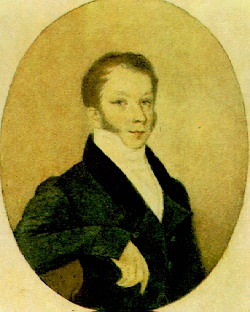
Молодий Одоєвський на замальовці В. Тропініна

Перший період відноситься до життя в Москві, в маленькій квартирі в Газетному провулку в будинку свого родича, князя Петра Івановича Одоєвського. Одоєвський тоді навчався в Московському університетському благородному пансіоні (1816-1822). Значний вплив на світогляд мала дружба з двоюрідним братом О. І. Одоевським. Як він зізнався у Щоденнику студента (1820-1821), «Олександр був епохою в моєму житті». Його ім'я залишилося на золотій дошці пансіону, разом з іменами: Жуковського, Дашкова, Тургенєва, Мансурова, Писарєва.
В 1823 році, подібно до інших архівних юнаків, поступив на службу в Московський архів Колегії закордонних справ. На квартирі В. Одоєвського збирався гурток «Товариство любомудрості», створений під впливом шеллінгіанських ідей професорів Московського університету М. Г. Павлова і Д. М. Велланського, які викладали в пансіоні. Серед постійних членів цього гуртка були О. І. Кошелєв, Д. В. Веневітінов, І. В. і П. В. Киреєвські, В. К. Кюхельбекер. Регулярно відвідували засідання А. С. Хом'яков і М. П. Погодін. Збори гуртка проходили в 1823-1825 роках і завершилися його розпуском після повстання декабристів.
У ті ж роки Одоєвський пробує свої сили на літературній ниві: разом з Кюхельбекером видає альманах «Мнемозина» і пише роман «Ієронім Бруно і П'єтро Аретіно», що залишився не завершеним. У 1826 році він переїхав у Санкт-Петербург, де одружився з Ольгою Степанівною Ланською (1797-1873), дочкою гофмаршала Степана Сергійовича Ланського, і поступив на службу в Цензурний комітет Міністерства внутрішніх справ. Наприкінці 1820-х років отримав придворне звання камер-юнкера.

### Петербурзький період
В роки своєї петербурзької служби Одоєвський редагував «Журнал Міністерства внутрішніх справ». Він використав зв'язки в цензурному відомстві, щоб виклопотати дозвіл на відновлення видання «Вітчизняних записок». Приблизно до цього часу належить участь Одоєвського в гуртку Бєлінського, підготовка тритомника зібрання творів, який побачив світ у 1844 році і залишається досі не перевиданим.

У своєму будинку в Мошковом провулку подружжя Одоєвських тримали літературний салон. У них збиралися відомі письменники і музиканти, причому не тільки вітчизняні, але й приїжджі; одного разу виступав навіть сам Ліст. Будинок Одоєвських був відомий гостротою і своєрідністю страв, що подавалися. «На середині його столу, — згадує сучасник, — завжди стояла ціла батарея всіляких соусів, зібраних зі всієї земної кулі, які ми інакше не називали, як отрутами, до такої міри вони були сильні». У 1844-45 рр. Одоєвський опублікував деякі зі своїх рецептів у «лекціях з кухонного мистецтва», що видавалися як додаток до «Літературної газети» під вигаданим ім'ям професора Пуфа.
Весь занурений в свої твори, Одоєвський використовував своє дозвілля на вивчення хімії, і ця пристрасть до природничих наук дуже накладно відгукувалася на його приятелях: він раз на місяць запрошував нас до себе на обід, і ми вже заздалегідь страждали шлунком; на цих обідах подавалися до страв якісь придумані самим господарем хімічні соуси, до того огидні, що навіть тепер, майже через сорок років, у мене шкребе на серці при одній згадці про них.

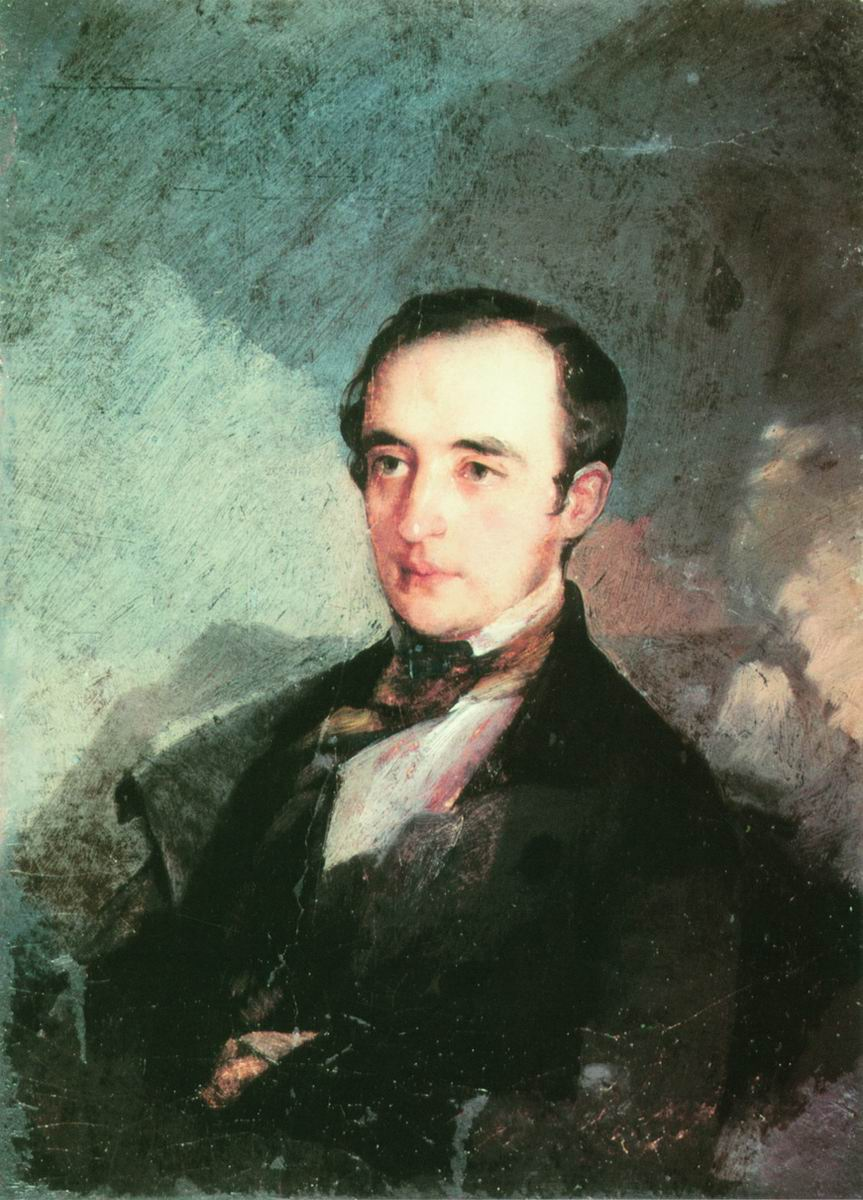
Ймовірний портрет Одоєвського пензля Івана Макарова

Для другого періоду творчості Одоєвського характерне захоплення містичними вченнями, насамперед масонськими мудруваннями Сен-Мартена, середньовічною натуральною магією і алхімією. На цей час припадає розквіт його літературної творчості. Він пише романтичні та дидактичні повісті, казки, публіцистичні статті, співпрацює в пушкінському «Современнику» і «Віснику Європи».
В незакінченому утопічному романі «4338-й рік», написаному в 1837 році, князь Одоєвський, як вважається, першим передбачив появу сучасних блогів та Інтернету. У своєму творі Одоєвський описує світ, де «між знайомими будинками влаштовані магнетичні телеграфи, за допомогою яких люди, що живуть на далекій відстані, спілкуються одне з одним».
Підбиваючи підсумок своїм літературним заняттям, Одоєвський випустив збірку філософських есе й оповідань під загальною назвою «Російські ночі» (1844). Як обрамлення використана філософська бесіда між кількома молодими людьми. Найбільш примітні оповідання «Останнє самогубство» і «Місто без імені», що описують фантастичні наслідки, до яких призводить реалізація закону Мальтуса про зростання населення в геометричній прогресії, а творів природи — в арифметичній, і теорії Бентама, яка рушієм і метою всіх людських дій вважає винятково корисність.
«Російські ночі», як підсумковий твір Одоєвського, втілили розчарування, яке він відчував у напрямку руху сучасного суспільства і літератури. Місце письменництва в його житті відтепер займає робота на благо суспільства, допомога реальним людям. У 1846 році В. Ф. Одоєвський був призначений помічником директора Імператорської публічної бібліотеки і директором Румянцевського музею.
Ще в 1840-ві роки Одоєвський поступово розчарувався в містицизмі, визнав цінності новоєвропейського природознавства і почав активно пропагувати ідеали народної освіти. Найбільшу активність він розвинув на цьому терені вже після повернення в Москву в 1861 році, куди він переїхав разом з Румянцевським музеєм і на чолі його. Одночасно він був призначений сенатором в один з московських департаментів.
Князь Одоєвський, бувши членом гуртка великої княгині Олени Павлівни, гаряче вітав скасування кріпосного права, тюремну реформу, введення суду присяжних та інші великі перетворення. Вітаючи полегшення цензурних правил в 1865 році, він наполегливо висловлювався проти взятої з наполеонівської Франції системи застережень і ратував за скасування безумовної заборони ввезення в Росію ворожих їй книг.
Князь Одоєвський зберігав різнобічні інтереси до самої смерті. Так, в кінці життя він зацікавився стенографією і почав складати «Керівництво для поступового вивчення російського скоропису».
В останні (московські) роки життя Одоєвський подружився зі священиком і дослідником давньоруської церковної музики Д. В. Разумовським, який за рекомендацією Одоєвського очолив новостворену кафедру в Московській консерваторії. Отець Димитрій посповідав і причастив В. Ф. Одоєвського перед смертю.
Похований останній князь Одоєвський в Донському монастирі (фото могили). Після себе він не залишив ні дітей, ні будь-якого статку. У хворобі його підтримувала вірна і турботлива дружина Ольга Степанівна. Після його смерті вдова передала книжковий архів чоловіка в Імператорську публічну бібліотеку, музичний (ноти, рукописи про музику, енгармонічний клавіцин) — у Московську консерваторію. Ці предмети стали ядром музею Московської консерваторії.
У Москві
- Будинок у Москві біля Харитонова в Огородниках[ru] — Великий Харитонівський провулок[ru] на перетині з Малим Козловським[ru], один з будинків батька Одоєвського. Колись вся ліва, непарна сторона Малого Козловського провулка становила одне володіння, яке в 1804 році придбала дружина князя Ф. С. Одоєвського. В 1895 році для благодійних цілей побудували два будинки: Ксенієвський (№ 1, арх. М. К. Геппенер) і Долгоруковський притулки (№ 3, арх. Д. В. Шапошніков). В 1919-1922 роках тут знаходилася Академія повітряного флоту.
- Будинок Авдотьї Петрівни Філіппової (бабусі Одоєвського по матері) в Пречистенській частині в 2-му кварталі № 137, у приході священномученика Власія (згорів під час навали Наполеона).
- Будинок Горпини Петрівни Глазової (з 1819 р жив частково).
- Будинок діда Сергія Івановича Одоєвського (до 1811 г.) біля церкви Сергія в Крапивниках.
- З 1816 року — в будинку при Московському пансіоні на розі Тверської і Газетного (не зберігся, знесений, нині на його місці Будівля Центрального телеграфу), іноді жив у матері до 1819 року в Пречистенській частині, біля Старої Конюшенної.
- В 1822-1826 роках працює в Московському архіві Колегії закордонних справ (Хохловський провулок), живе в Газетному провулку 3, в будинку двоюрідного діда Петра Івановича Одоєвського, який перейшов племінниці, Варварі Іванівні Ланській. Тут по суботах збиралося Суспільство любомудрості[21].
- Буває в будинку С. М. Бегічева на Мясницькій, де жив Грибоєдов; у будинку М. М. Муравйова[ru] на Великій Дмитрівці в гуртку Раїча, в Кривоколінному провулку у Веневітінова, на Тверській, 14 у Волконської.
- З 1867 р — на Остоженці на розі з Кримською площею в колишньому палаці Олени Павлівни (арх. Жилярді). Тепер на цьому місці Дипломатична академія МЗС.
- В 1864-1869 роках — Смоленський бульвар, будинок № 17 — жив і тут же помер. Тут у нього бували І. С. Тургенєв, Л. М. Толстой і П. І. Чайковський. Будинок є пам'яткою федерального значення[22]

в Санкт-Петербурзі
- 1826–1838 — будинок Ланського — Мошков провулок, 1а[23], за іншими даними[24] — Мошков провулок, 3 (Мільйонна вул, 23)[25] або Мошков провулок, 5 (Мільйонна вул, 25)[26].
- 1838-1841 — Будинок Серебряникова — набережна р. Фонтанки, 35;
- 1841-1844 — будинок Шліпенбаха — Ливарний проспект, 36;
- 1846–1861 — прибутковий будинок А. В. Старчевського — Англійська набережна, 44.

## Одоєвський і музика
Князь Одоєвський — один з основоположників російського музикознавства, музичної критики та музичної лексикографії. Найбільш близькою до музики наукою вважав математику; за його словами, «музика — дочка математики, з нею вона ділить світ нескінченного». Разом з тим, для Одоєвського характер виконуваної музики — «один з громадських термометрів» («Дилетанти. — Вечори пані Плеєль, 1839»). Музичний літопис, створений ним як критиком, охоплює з перервами близько 40 років і містить імена всіх великих європейських виконавців, які приїздили в Петербург.
У своїх музично-критичних статтях Одоєвський давав не тільки сценічний образ виконавця, але порівнював стилі, виконавські школи, обговорював різні проблеми техніки виконання. Надзвичайно високо цінуючи Й. С. Баха (написав про нього романтичну новелу, що поклала початок російській бахіані), пропагував творчість В. А. Моцарта, Л. ван Бетховена, Г. Берліоза, визнавав новаторство Ф. Ліста і Р. Вагнера (втім, оцінки останніх нерідко супроводжувалися скептичними зауваженнями).
З вітчизняних композиторів виділяв М. І. Глінку. Одоєвський брав гаряче участь в його музичних починаннях (в тому числі, виступив посередником між композитором і лібретистом опери «Життя за царя»), написав низку рецензій та аналітичних статей про його музику тощо. Його підтримкою користувалися О. О. Аляб'єв, М. О. Балакірєв, О. М. Верстовський, О. С. Даргомижський, М. Г. Рубінштейн, О. М. Сєров. Одним з перших Одоєвський розпізнав талант М. А. Римського-Корсакова та П. І. Чайковського. З 1830-х рр. писав статті про музичні терміни («варіація», «вібрація», «вступний тон» тощо) для «Енциклопедичного лексикону» А. Плюшара (СПб., 1837-38), у 1860-х роках повністю переробив «Кишеньковий музичний словник» А. Гарраса (2-е вид. 1866, словник неодноразово перевидавався в редакції Одоєвського до 1913 року).

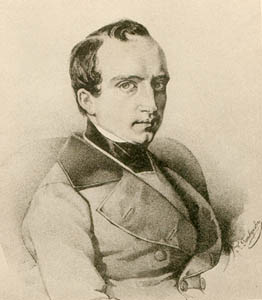
Князь Одоєвський на замальовці Горбунов Кирило Антонович

Активно цікавився питаннями органології і музичної акустики. Наприкінці 1840-х років за замовленням Одоєвського петербурзький органобудівельник Г. Мельцель виготовив кабінетний орган «Себастіанон» (названий на честь Й. С. Баха; не зберігся), на якому грав і імпровізував сам Одоєвський, а також його гості (зокрема Глінка). Гучність звуку «Себастіанона» (на відміну від звичайного органа) залежала від сили натискання на клавішу, що досягалося включенням і відключенням додаткових регістрів. Подробиці налаштування «Себастіанона» невідомі.
Незастосовність рівномірно темперованої хроматичної гами для відтворення російської народної музики стала очевидною (в кінці 1840-х років) Одоєвському, коли він намагався записувати народну мелодію з голосу, використовуючи для цього своє фортепіано. Це спостереження значною мірою визначило його подальші дослідження в галузі інструментознавства й музичної акустики.
Від народної музики Одоєвський перейшов до дослідження давньоруської церковної музики. Він зрозумів, що і тут традиція не вкладається в рамки, що задаються рівномірною темперацією. Оскільки Одоєвський виходив з уявлення (типового для свого часу) про необхідність гармонізувати на європейський манер церковну і народну музику, він прагнув створити музичний інструмент, який би найкраще відповідав «нетемперованому» вокальному інтонуванню. Результати його досліджень знайшли відображення в серії його статей і в навчальному посібнику для любителів музики («Російська і так звана загальна музика», «Про споконвічну великоруську пісню», промова до відкриття Московської консерваторії «Про вивчення російської музики не тільки як мистецтва, але й як науки», «Музична грамота або основи музики для немузикантів», «Музика з точки зору акустики»). Частково Одоєвський зміг втілити свої ідеї в експериментальному молоточковому фортепіано, яке він назвав «енгармонічним клавіцином».
В. Ф. Одоєвський написав для фортепіано «Сентиментальний вальс», канон, колискову для органа. Також він написав ряд експериментальних п'єс для свого «енгармонічного клавіцина». Ці композиторські досліди Одоєвського опубліковані лише частково і не отримали загального визнання.

## Громадська діяльність

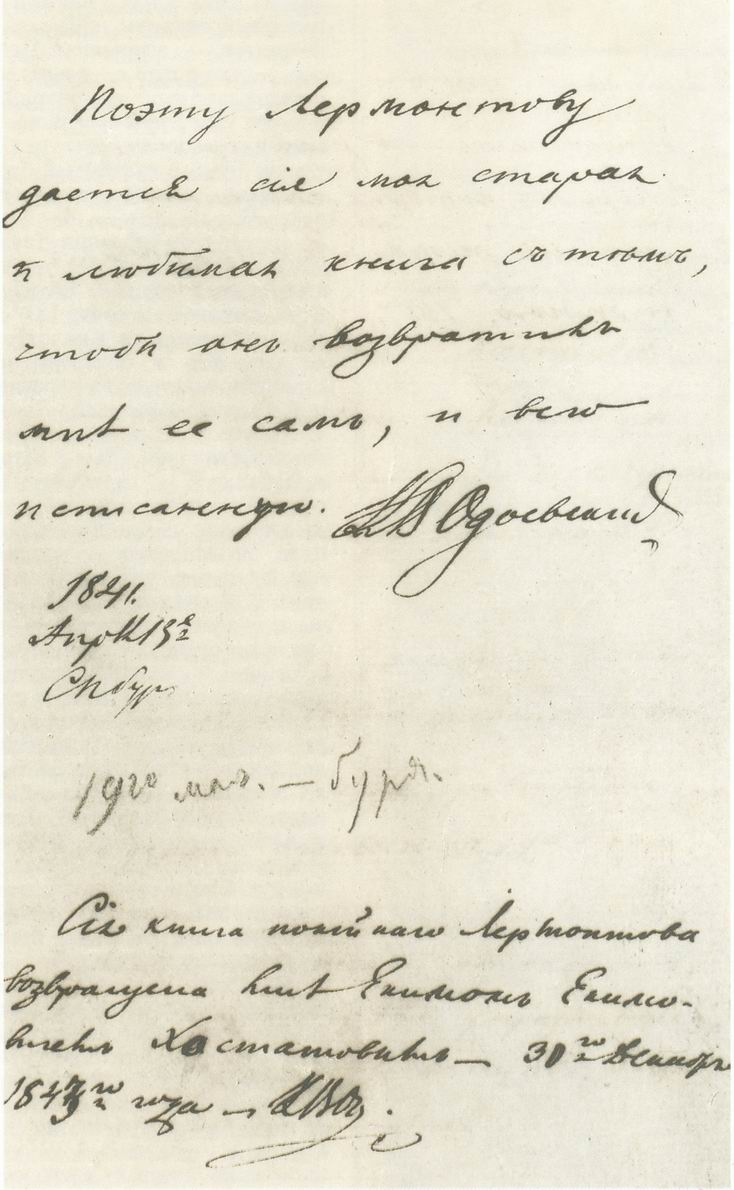
Дарчий напис В. Ф. Одоєвського в записній книжці, подарованій М. Ю. Лермонтову.

Князь Одоєвський був відомий невтомною діяльністю зі збирання, збереження та реставрації російської музичної спадщини, перш за все в тому, що стосується православної церковної музики. У 1845 році виступив одним з членів-засновників Російського географічного товариства.
Одоєвський надавав великого значення просвітництву народу. Довгі роки він був редактором «Сільського огляду», що видавався міністерством внутрішніх справ; разом зі своїм другом, А. П. Заблоцьким-Десятовським, випустив у світ 20-тисячним накладом книжки «Сільського читання», під заголовками: «Що селянин Наум твердив дітям і з приводу картоплі», «Що таке креслення землі і на що це придатне» (історія, значення і способи межування) тощо.
Спеціально для народного читання Одоєвський написав низку «Грамоток дідуся Іринея» — про газ, залізниці, порох, повальні хвороби, про те, «що навколо людини і що в ній самій». «Строкаті казки Іринея Гамозейки» написані ним особливою мовою, якою захоплювався знавець російської мови Даль, який вважав, що деяким з вигаданих Одоевським приказок і прислів'їв може бути приписане чисто народне походження. В. Г. Бєлінський писав з приводу казок Одоєвського: «В даний час російські діти мають для себе в дідусі Іринеї такого письменника, якому позаздрили б діти всіх націй. Пізнавши його, з ним не розлучаться і дорослі».
Протягом багатьох років Одоєвський разом з Оленою Павлівною займався благодійністю. У 1846 році стояв біля джерел Товариства відвідування бідних у Петербурзі, діяльності якого згодом він всіляко сприяв. За його участю в Петербурзі була заснована лікарня для прихожих, що отримала згодом назву Максиміліанівської. Він був серед засновників Єлисаветинської дитячої лікарні в Петербурзі і другим головою Хрестовоздвиженської громади сестер милосердя.

## Значення
У радянський час князь Одоєвський розглядався як другорядна фігура російської літератури, що регресувала від натурфілософії до концентрованого містицизму. Йому не ставили пам'ятників, його ім'ям не називали вулиці. З творів Одоєвського найчастіше публікувалася казка «Містечко в табакерці», яка свого часу вважалася корисним вступом до вивчення законів механіки. У 1976 році за нею було знято мультфільм «Скринька з секретом».
Інтерес до різноманітного спадку Одоєвського став відроджуватися в останній чверті XX століття. У багатьох сучасних публікаціях підкреслюється значення Одоєвського як зачинателя музикознавства в Росії. Його ім'я носить одна з московських дитячих музичних шкіл (колишня ДМШ № 25, розташована в Докучаєвому провулку).

## Видання творів
- Музыкально-литературное наследие / Общая ред. <…> Г. Б. Бернандта. — Москва, 1956;
- Одоевский В. Ф. Повести и рассказы / Підготовка тексту, вступна стаття і примітки О. Ю. Хін. — Москва.: ГИХЛ, 1959. — 496 с.
- Одоевский В. Ф. Русские ночи / Видання підготували Б. Ф. Єгоров, Є. А. Маймін, М. І. Медовой. — Ленінград: Наука, 1975. — 319 с. (Литературные памятники);
- Одоевский В. Ф. Сочинения. В 2-х т. — Москва: Худож. лит., 1981. (Т. 1.: Русские ночи; Статьи. Т. 2.: Повести);
- Одоевский В. Ф. Последний квартет Бетховена. Повести, рассказы, очерки. Одоевский в жизни. — Москва: Московский рабочий, 1982 (також містить підбірку мемуарних нарисів);
- В. Ф. Одоевский. Повести и рассказы. Серия «Классики и современники». Москва: Худож. лит., 1988;
- Одоевский В. Ф. Пёстрые сказки; Сказки дедушки Иринея / Укл., підгот. тексту, вступ. ст. і комент. В. Грекова. — Москва: Худож. лит., 1993. — 272 с. (Забытая книга) ISBN 5-280-01587-3
- Одоевский В. Ф. Пёстрые сказки / Видання підготувала М. О. Тур'ян. — СПб.: Наука, 1996. — 204 с. (Литературные памятники) ISBN 5-02-028204-9
- Князь Владимир Одоевский. К 200-летию со дня рождения. Сочинения для органа // Труды ГЦММК им. М. И. Глинки. — Москва, 2003.;
- Одоевский В. Ф. Дневники. Переписка. Материалы / Ред. М. В. Єсипова. — Москва: ГЦММК им. Глинки, 2005.